# Маньчжурская пищуха
Маньчжурская пищу́ха (лат. Ochotona mantchurica) — млекопитающее рода пищух отряда зайцеобразных. Ещё недавно представителей этого вида относили к подвидам двух разных видов: в Китае — к северной пищухе, а в России — к алтайской. Молекулярно-генетические данные позволили показать, что эти подвиды конспецифичны, т. е. относятся к одному новому виду.

## Описание
В кариотипе 40 хромосом, как и у северной пищухи.

## Распространение
В России маньчжурская пищуха обитает в междуречье Шилки и Аргуни, в Китай она найдена на хр. Большой Хинган. Возможно, её распространение в КНР шире, как далеко она проникает на восток, пока неясно (хр. Малый Хинган на территории КНР). Краем ареал этого вида заходит на крайний восток Монголии.